# 打出本町
打出本町（うちでほんまち）は、愛知県名古屋市中川区の地名。

## 地理
名古屋市中川区中央部に位置する。東は法華西町、西は打出町、南は法華西町、北は打出二丁目に接する。

### 人口の変遷
国勢調査による人口の推移
| 1995年（平成7年）  | 4人 | [ 3 ] |  |
| 2000年（平成12年） | 6人 | [ 4 ] |  |
| 2005年（平成17年） | 3人 | [ 5 ] |  |

## 歴史

### 沿革
- 1959年（昭和34年）5月1日 - 中川区打出町・野田町・中郷町・法華町の各一部により、同区打出本町が成立[6]。
- 1979年（昭和54年）8月19日 - 一部が中川区打出一丁目・打出二丁目・打中一丁目・打中二丁目にそれぞれ編入される[6]。
- 1984年（昭和59年）11月3日 - 一部が中川区打中一丁目に編入される[6]。